# Trifolium tunetanum
Trifolium tunetanum är en ärtväxtart som beskrevs av Svante Samuel Murbeck. Trifolium tunetanum ingår i släktet klövrar, och familjen ärtväxter. Inga underarter finns listade i Catalogue of Life.